# 4995 Griffin
A 4995 Griffin (ideiglenes jelöléssel 1984 QR) egy marsközeli kisbolygó. S. R. Swanson fedezte fel 1984. augusztus 28-án.